# 2-萘甲醛
2-萘甲醛是一种有机化合物，化学式为C11H8O。它最初于1873年由J. P. Battershall通过2-萘甲酸钙和甲酸钙的热分解得到：
它也可以通过2-萘甲醇或2-萘乙烯的氧化反应来制备。
它和丙二酸二甲酯在乙酸-哌啶混合物的催化下反应，可以得到萘-2-亚甲基丙二酸二甲酯。